# 明樂哲典
明樂 哲典（あきら てつのり、1968年11月7日 - ）は、日本の俳優。出演作品の公式な出演情報・出演記録で、「明楽」と表記されていることがある。
大阪府出身。よしもとクリエイティブ・エージェンシー所属。

## 来歴・人物
ジャパン・アクション・クラブ出身。
1986年に野田秀樹演出の舞台『十二夜』に出演。夢の遊眠社本公演にアンサンブル出演し、野田が演出する舞台作品の殺陣を手掛けるようにもなる。ほかに市川猿之助のスーパー歌舞伎一座や、「子供のためのシェイクスピア・カンパニー」を掲げたグローブ座カンパニーのレギュラーなど多くの舞台に出演する。
2000年代からはテレビドラマや映画にも出演するほか、よしもとの番組『ヨシモト∞』コーナー出演やユニットコント公演参加などで活動する。
特技は空手、乗馬、アイスホッケーなど。

## 出演

### 舞台
- 野田秀樹の十二夜（1986年7月、日生劇場）
- 明るい冒険 〜見よ、ポロロッカ空に逝く!〜（1987年4月 - 5月、青山劇場）
- 野獣降臨（1987年10月 - 11月、日本青年館 他）
- リュウオー・龍王（1989年）
- 義経千本桜（1989年）
- ヤマトタケル
- グローブ座カンパニー
  - 夏の夜の夢（1993年7月 - 8月） - ライサンダー 役
  - 間違いの喜劇（1994年3月 - 4月）
  - ロミオとジュリエット（1994年11月・1995年7月 - 8月） - ティボルト/バルサザー 役、マキューシオ 役
  - 十二夜（1996年7月 - 8月） - オーシーノ 役
  - リア王（1997年7月） - エドガー 役
  - ヘンリー四世（1998年7月 - 8月） - ヘイスティングス卿 役、他
  - オセロー（1999年7月 - 8月） - モンターノー 役
  - リチャード二世（2001年7月） - モーブレー 役、他
  - ヴェニスの商人（2002年7月） - バッサーニオ 役
  - シンベリン（2003年7月） - リューシャス 役
  - リチャード三世（2006年7月） - リヴァーズ伯 役、他
- ポリグラフ（1996年2月、東京芸術劇場小ホール）
- パンドラの鐘（1999年11月 - 12月、世田谷パブリックシアター）
- ストレイザー（2003年2月、サンシャイン劇場）
- TWO DASH（2005年2月、神戸アートビレッジセンターKAVCホール）
- ハロルド（2005年11月、青山円形劇場）
- RUN&GUN-再編-theater odyssey 05-06 〜大人のエンターテイメント〜（2005年 - 2006年、Shibuya O-WEST）
- STRASER GROUND ZERO（2006年5月 - 6月、アリス零番館-IST 他）
- ロープ（2006年12月 - 2007年1月、シアターコクーン） - レスラー北 役[要出典]
- メルシィ!僕ぅ? 〜我が人生は薔薇色に〜（2007年6月 - 7月、東京グローブ座）
- うらのうら 〜ここがどこでも私が誰でも〜（2008年4月、シアターグリーン）
- 奇跡のメロディ 〜渡辺はま子物語〜（2010年9月、シアタークリエ 他） - 前川治助 役[要出典]
- はい、すたーと（2010年10月、Geki地下Liberty）
- 押忍!!ふんどし部!（2010年11月、山野ホール）
- 恋する、プライオリティシート（2011年1月 - 2月、一心寺シアター倶楽/王子小劇場）
- MOON SAGA -義経 秘伝-（2012年7月 - 10月、赤坂ACTシアター 他）
- 続!!押忍!!ふんどし部!（2013年9月、CBGKシブゲキ!!）
- ダブリンの鐘つきカビ人間（2015年10月 - 11月、パルコ劇場 他）

### テレビドラマ
- セゾンスペシャル 秋のシナリオ（1987年11月、日本テレビ）
- 連続テレビ小説 オードリー（2000年10月 - 2001年3月、NHK）- 力石勲 役
- プライド（2004年1月 - 3月、フジテレビ）
- 柳生十兵衛七番勝負 第5話（2005年4月、NHK）
- 誰よりもママを愛す 第5話（2006年7月、TBS）
- Mの司会者（2006年10月、フジテレビ）
- Happy!2（2006年12月、TBS）
- 歌姫（2007年10月 - 12月、TBS） - 漁師のパンティくん 役
- 土曜プレミアム 新・美味しんぼ Part2（2007年11月、フジテレビ）
- パンダが町にやってくる（2008年11月 - 12月、MBS/TBS） - 小牧雄太 役
- 華麗なるスパイ（2009年7月 - 9月、日本テレビ） - 増本啓治 役
- 龍馬伝 第3話（2010年1月、NHK）
- 世にも奇妙な物語 20周年スペシャル・春 〜人気番組競演編〜「ナデ様の指輪」（2010年4月、フジテレビ） - マネージャー 役
- 木下部長とボク 最終話（2010年4月、読売テレビ/日本テレビ）
- 新・ミナミの帝王4 狙われた町工場（2012年3月、関西テレビ） - 「山玄」のマスター 役
- つるかめ助産院〜南の島から〜（2012年8月 - 10月、NHK） - ゲエ介 役
- 押忍!!ふんどし部!（2013年4月 - 7月、テレビ神奈川 他） - フミオ 役
- イチケイのカラス（2021年） - 富樫浩二 役[5][6]
- 恋愛ルビの正しいふりかた（2025年7月14日 - 、TOKYO MX） - 権藤一 役[7]

### 映画
- YOSHIMOTO DIRECTOR'S 100 〜100人が映画撮りました〜（2007年）
  - 女優 美沙
  - 飛龍炎昇
  - PURGATORIAL DOORS
- カクトウ便 Vol.3「そして、世界の終わり」（2008年）
- 純喫茶磯辺（2008年） - 居酒屋店主 役
- 板尾創路の脱獄王（2010年）
- 修羅の世界（2021年） - 山神組組長
- 劇場版 山崎一門〜日本統一〜（2022年） - ヤスダ
- ゴジラ-1.0（2023年）

### オリジナルビデオ
- すんドめ2（2008年）
- 湾岸フルスロットル / 湾岸フルスロットル2（2008年）
- いけない!ルナ先生 お勉強大作戦!! 格差社会をぶっつぶせ!!篇（2014年） - 今林 役

### バラエティ
- ヨシモト∞（2006年 - 2007年、ヨシモトファンダンゴTV）